# Pedro Baringo
Pedro Baringo Rosinach (Albalate del Arzobispo, Teruel, 24 de octubre de 1924 - Zaragoza, 16 de julio de 2011) fue un abogado, político y académico español.

## Reseña biográfica
Cursó estudios primarios y bachillerato en Zaragoza.
Licenciado en Derecho en la Facultad de Derecho de Zaragoza.
Abogado ejerciente en los Colegios de Abogados de Zaragoza y Madrid.
Perteneció a los Colegios de Abogados de Huesca y Vizcaya.
Profesor en la Cátedra de Derecho Procesal de la Universidad de Zaragoza.
Procurador en Cortes.
Vicepresidente del Ateneo de Zaragoza.
Académico de la Academia Aragonesa de Jurisprudencia y Legislación desde el 18 de abril de 2007.
Del 20 de abril de 1970 al 31 de enero de 1974 fue presidente de la Diputación Provincial de Zaragoza.

## Condecoraciones
- Gran Cruz al Mérito Agrícola.[2]
- Encomienda de la Orden Civil de Sanidad.[2]
- Cruz Distinguida de primera clase de la Orden de San Raimundo de Peñafort.[2]
- Medalla de Oro de la Provincia de Zaragoza.[2]
- Colegiado de Honor del Colegio de Abogados de Zaragoza.[2]

| Predecesor: Antonio Zubiri Vidal | Presidente de la Diputación Provincial de Zaragoza 20 de abril de 1970 - 31 de enero de 1974 | Sucesor: Ricardo Malumbres Logroño |